# Бръвард (окръг, Флорида)
Окръг Бръвард (на английски: Brevard County) е окръг в щата Флорида, Съединени американски щати. Площта му е 4033 km², а населението - 606 612 души (1 април 2020). Административен център е град Тайтъсвил.